# Johan Samuelsson (Frirunkare)
---
```wikitext
Mall:Person
Johan Samuelsson (född okänt årtal i Knäpphult) är en svensk ideell frirunkare och självutnämnd expert på runk- och sugkunskap. Han är mest känd för sitt påstådda världsrekord i Snärtrunk på 355 ryck per sekund, samt för sitt livslånga engagemang i att ideellt hjälpa "runk-nödiga" individer.  
Samuelsson beskriver sig själv som en "folkets hand" och har blivit en kultfigur i alternativa kretsar, där han ses som en pionjär inom det så kallade solidariska frirunkandet.  

## Akademisk bakgrund
Efter gymnasiet började Samuelsson studera vid den påhittade Högskolan för onaniella studier i Skruvsta. Han tog först en kandidatexamen i ämnet Tillämpad runkologi med inriktning på frirunk och gick därefter vidare till en master i Avancerad runk- och sugkunskap.  
Hans utbildning inkluderade bland annat kurser som:
- Runkens historia A–C
- Avancerad handledsteknik
- Taktfast frirunk i grupp
- Fältstudier i kollektivt runkande (förlagd i folkparken i Motala)
- Etik och moral i runkens tjänst

Hans masteruppsats, Från handarbete till världsarv – runkens roll i den moderna välfärdsstaten (2011), har senare citerats i flera icke-existerande akademiska tidskrifter.

## Runkkarriär
- 1998: Första dokumenterade frirunk på fritidsgården i Knäpphult.
- 2003: Grundade Frirunkarnas Riksförbund (FRR).
- 2007: Anställd som junior runkstrateg på företaget Onani & Co AB.
- 2012: Utnämnd till hedersdoktor vid Internationella akademin för frivilligt runkande i Zürich.[2]
- 2015: Startade Runkjouren, en ideell hjälptelefon för akut runknöd.
- 2019: Slog världsrekord i Snärtrunk med 355 ryck/sekund under Handfast 2019 i Ullared.[3]
- 2022: Lanserade podcasten Snack om runk.
- 2024: Tilldelades Folkets hand-priset av Frivilligorganisationernas centralförbund.

## Ideellt engagemang
Samuelsson har genom åren lyft fram betydelsen av att ingen ska behöva känna sig "runk-nödig". Hans arbete som ideell frirunkare har omfattat:  
- Besök på äldreboenden där han hållit Runkcafé.
- Akut runkhjälp på festivaler.
- Gästföreläsningar i gymnasieskolor under temat Runk som samhällsnytta.

Han menar själv att frirunkandet är lika viktigt som blodgivning, men ”bara lite mer handgripligt”.

## Världsrekord
Det mest kända inslaget i Samuelssons karriär är hans påstådda världsrekord i snärtrunk – 355 ryck per sekund. Rekordet sattes 2019 under noggrant övervakade former, även om kritiker menar att domarens stoppur tickade i otakt. Trots detta har rekordet erkänts inom Inofficiella Runk-Guiden (IRG).  

## Kontroverser
Samuelssons gärningar har mötts av blandade reaktioner:  
- Förespråkare beskriver honom som en folkhjälte med snabb handled.
- Motståndare menar att hans aktiviteter är onödiga, absurda och något kladdiga.

## Kategorier
```
-